# ريكس باديلي
ريكس باديلي (6 نوفمبر 1941 - ) (بالإنجليزية: Rex Baddeley)‏ هو لاعب كريكت نيوزلندي.

## وصلات خارجية
- ريكس باديلي على موقع إي آس بي آن كريك إنفو (الإنجليزية)